# Lenophyllum reflexum
Lenophyllum reflexum là một loài thực vật có hoa trong họ Crassulaceae. Loài này được S.S. White miêu tả khoa học đầu tiên năm 1941.